# マレー・ハンフリーズ
"マレー"・ルウェリン・モリス・ハンフリーズ（英語："Murray" Llewellyn Morris Humphreys、Murray Humphreys、1899年4月20日 - 1965年11月23日）は、アメリカ合衆国のマフィア。シカゴ・アウトフィットのメンバー及びフィクサー。"ザ・キャメル"（"The Camel"）と呼ばれた。

## 来歴
1899年4月20日にイリノイ州シカゴにて、イギリスのウェールズ移民の5人兄弟の3男として誕生した。貧困家庭育ちで7歳で登校を止めて新聞配達で日銭を稼いだ。やがてストリートギャングになり、空き巣を繰り返して幾度と無く警察に逮捕されたが、裁判で罪が軽くなるように演技するコツを覚えた。
1921年に兄を頼って移住したオクラホマ州で一時訪問販売の仕事をしたが、ほどなくシカゴに戻った。レストランのコックをしていたが、フレッド・エヴァンズと結託して密輸酒トラックの強奪を始めた。1920年代中頃にカポネの手下に捕まった。以後はカポネの配下となってドライクリーニング・ビル業者などの組合に介入し、強請を行った。1930年頃に禁酒法の廃止を見越してカポネ、フランク・マリトーテと「メドーズダイアリー」という乳製品販売会社を設立した。カポネが逮捕された同年脱税容疑で起訴された。
暴力に頼らず問題を解決することを得意とし、判事・検察に取り入ってメンバーの釈放・刑期短縮に奔走した。トルーマン大統領と同郷で親しい弁護士と結託して、トム・クラーク検事総長に最高裁判所判事への昇進を約束する見返りにメンバー4人の大統領恩赦を勝ち取るなど、グージク亡き後のアウトフィットを代表する政治フィクサーとなった。1957年にサム・ジアンカーナがシカゴ・アウトフィットのボスになるとその右腕として政界との裏取引を任された。1965年に偽証罪で起訴されたが、出廷を拒否する中で裁判目前に心臓発作により死去した。

## エピソード
- 仲間からは"カーリー"（髪が縮れ毛だったことから）、または"ハンプ"(Hump、彼の姓にちなむ)と呼ばれていた。
- 服装に気を遣い、いつも高価なスーツを着てラクダの毛でできたコートを着ていた。その為キャメルというニックネームが付いた。家にはスノーキーという名前の犬を飼っていた。
- 1947年2月4日に行なわれたアル・カポネの葬儀にハンフリーズも参列していた。